# Рысь-Ференс, Эрвина
Эрвина Лилия Рысь-Ференс (урожд. Рысь пол. Erwina Lilia Ryś-Ferens (Ryś); род. 19 января 1955 года, Эльблонг; ум. 20 апреля 2022 года Варшава) — польская конькобежка, участница Олимпийских игр 1976, 1980, 1984 и 1988 годов, 3-кратная бронзовый призёр чемпионата мира, 37-кратная чемпионка Польши и 6-кратная призёр. Выступала за клуб «ZKS Olimpia Elbląg» (1968—1978) и «Marymont Warszawa» (1979—1989).

## Биография
Эрвина Рысь, дочь Казимежа Рысь и Ядвиги Курпиевской в 4-м классе начальной школы занялась спортивной гимнастикой, но из-за за того, что она в тесном зале задыхалась, то карьера гимнастки быстро закончилась. Она начала заниматься конькобежным спортом в возрасте 13 лет в родном Эльблонге в клубе «ZKS Olimpia Elbląg» под руководством первого тренера Анджея Озевича. В 1970 году она впервые выиграла молодёжный чемпионат Польши, заняв 1-е место в спринтерском многоборье. В 1971 и 1972 годах становилась чемпионкой юниорского чемпионата Польши. В том же 1972 году выиграла серебряную медаль на чемпионате Польши в многоборье среди взрослых и дебютировала на чемпионате мира в спринтерском многоборье, где стала 22-й и на чемпионате мира в классическом многоборье заняла 26-е место.
Через год Эрвина поднялась на 18-е место чемпионата мира в спринте, а также стала 15-й на чемпионате Европы. В 1974 году она выиграла чемпионат мира среди юниоров в многоборье, заняла 7-е место на спринтерском чемпионате мира и 5-е место на чемпионате мира в классическом многоборье. На чемпионате Европы вновь стала 15-й в многоборье. В 1975 года Эрвина заняла высокое 4-е место на чемпионате мира в классическом многоборье в Ассене, а также заняла 2-е место в многоборье на чемпионате мира среди юниоров.
В 1976 году участвовала на своих первых зимних Олимпийских играх в Инсбруке, где заняла 8-е место в забеге на 1500 м, 10-е места на дистанциях 1000 и 3000 м и 18-е на 500 м. Следом на чемпионате мира в классическом многоборье заняла 12-е место. Её первым успехом стало 3-е место в 1978 году на чемпионате мира в спринтерском многоборье в Лейк-Плэсиде. На зимних Олимпийских играх в Лейк-Плэсиде в 1980 году Эрвина Рысь заняла 5-е место на дистанции 3000 м, 11-е место на 500 м, 16-е на 1000 м и 17-е на 1500 м. В 1981 году на чемпионате Европы она заняла 8-е место в сумме многоборья и 7-е место на чемпионате мира в классическом многоборье.
В январе 1984 года на чемпионате Европы в Алма-Ате Рысь финишировала на 6-м месте в многоборье, а в феврале на зимних Олимпийских играх в Сараево стала 5-й на дистанции 1500 м, 7-й на 1000 м, 9-й на 500 м и 14-й на 3000 м. В марте на чемпионате мира в спринтерском многоборье в Тронхейме финишировала на 6-м месте. На следующий год она завоевала бронзовую медаль во второй раз на чемпионате мира в спринтерском многоборье в Херенвене. В сезоне 1985/1986 на первом Кубке мира сразу же заняла 2-е место на 1000 м и 3-е на 3000 м на 5-м этапе в Инцелле. В январе 1986 года заняла 6-е место в многоборье на чемпионате Европы в Гейтусе, а на чемпионате мира в спринте, проходившем в Японии заняла 10-е место.
В сезоне 1986/87 на Кубке мира в Ассене заняла 3-е места в забегах на 500 м и 1000 м, а на чемпионате мира в спринте, проходившем в канадском Квебеке заняла 12-е место. В январе 1988 года она финишировала 5-й в многоборье на чемпионате Европы в Консберге. В феврале на своих четвёртых зимних Олимпийских играх в Калгари вновь финишировала на 5-м месте в забеге на 3000 м, также заняла 7-е место на 1500 м, 10-е на 1000 м, 19-е на 500 м и 21-е на 5000 м. После игр участвовала на чемпионате мира в классическом многоборье в Шиене и выиграла бронзовую медаль. В 1989 году на чемпионате Европы в Берлине стала только 19-й, на чемпионате мира в классическом многоборье заняла 12-е место и в марте стала чемпионкой Польши в многоборье. После финала Кубка мира она завершила карьеру спортсменки.
Она установила 50 национальных рекордов.
награждена рыцарским крестом ордена Возрождения Польши.

## Личная жизнь
Эрвина Рысь окончила общеобразовательную школу им. Юлиуша Словацкого в Эльблонге в 1974 году. В 1979 году она получила степень магистра спорта в Академии физического воспитания Юзефа Пилсудского в Варшаве. Сразу после окончания карьеры вышла замуж за конькобежца Кшиштофа Ференса и родила дочку и сына Яна Филиппа. Однако они с мужем развелись.
После завершения карьеры она была в политике, вступила в Национальную Партию пенсионеров, затем в SLD-UP, в PSL, в PiS, и, наконец, снова в PSL. Также баллотировалась в провинциальные сеймы и в Европейский парламент. В 2004 году она была избрана председателем Мазовецкого объединения LZS. Она занимала эту должность два срока (2004—2012). Она была заместителем директора департамента в Мазовецком управлении Маршалковского, а также главным специалистом в управлении m.st в Варшаве. С 2002 по 2018 год она постоянно была советником Мазовецкого Сейма. В 2017 году ей поставили диагноз рак молочной железы, после чего прошла курс химиотерапии. Однако в 2020 году началась боль в ногах, которая затрудняла ходьбу. После анализа крови у неё выявили рак костей. 20 апреля 2022 года в возрасте 67 лет она умерла. 17 мая 2023 года Эрвине Рысь открыли мемориальную доску на её доме в Варшаве.